# Holmsjön (Skorpeds socken, Ångermanland)
Holmsjön är en sjö i Örnsköldsviks kommun i Ångermanland och ingår i Nätraåns huvudavrinningsområde. Sjön har en area på 0,139 kvadratkilometer och ligger 192,1 meter över havet. Sjön avvattnas av vattendraget Nätraån.

## Delavrinningsområde
Holmsjön ingår i det delavrinningsområde (703254-159344) som SMHI kallar för Utloppet av Holmsjön. Medelhöjden är 214 meter över havet och ytan är 1 kvadratkilometer. Räknas de 41 avrinningsområdena uppströms in blir den ackumulerade arean 179,32 kvadratkilometer. Avrinningsområdets utflöde Nätraån mynnar i havet. Avrinningsområdet består mestadels av skog (59 procent) och öppen mark (21 procent). Avrinningsområdet har 0,14 kvadratkilometer vattenytor vilket ger det en sjöprocent på 13,8 procent.